# Chiostro di Montesanto
Il Chiostro di Montesanto è un chiostro monumentale di Napoli ubicato in via Montesanto.
Fu eretto intorno al 1646 per sulla volontà dei Carmelitani e su disegno di Pietro De Marino.
La pianta è un rettangolo con sei arcate per otto. Di grande effetto sono la scala in marmo e piperno che conduce ai corpi superiori.
Oggi il chiostro fa parte del complesso dell'Istituto Bianchi fondato nel 1870.